# Heterophyllium affine
Heterophyllium affine är en bladmossart som beskrevs av Fleischer 1923. Heterophyllium affine ingår i släktet Heterophyllium och familjen Sematophyllaceae. Inga underarter finns listade i Catalogue of Life.